# Valpazos
Valpazos (en portugués y oficialmente, Valpaços), es un municipio portugués perteneciente al distrito de Vila Real, en la región de Trás-os-Montes (Norte) y la comunidad intermunicipal Alto Támega, con cerca de 4400 habitantes.
Es sede de un municipio con 553,06 km² de área y 14 702 habitantes (2021), subdividido en veinticinco freguesias. El municipio limita al noroeste con Chaves, al este con Vinhais y Mirandela, al sur con Murça y al oeste con Vila Pouca de Aguiar. Se originó en el año 1836 por desmembramiento de Chaves.

## Demografía
| Gráfica de evolución demográfica de Valpazos entre 1900 y 2021 |
|                                                                |
| Datos según el nomenclátor publicado por el INE portugués.     |

## Organización territorial
El municipio de Valpazos está formado por veinticinco freguesias:
- Água Revés e Crasto
- Algeriz
- Bouçoães
- Canaveses
- Carrazedo de Montenegro e Curros
- Ervões
- Fornos do Pinhal
- Friões
- Lebução, Fiães e Nozelos
- Padrela e Tazem
- Possacos
- Rio Torto
- Santa Maria de Emeres
- Santa Valha
- Santiago da Ribeira de Alhariz
- São João da Corveira
- São Pedro de Veiga de Lila
- Serapicos
- Sonim e Barreiros
- Tinhela e Alvarelhos
- Vales
- Valpaços e Sanfins
- Vassal
- Veiga de Lila
- Vilarandelo